# Football Manager 2016
Football Manager 2016 (communément appelé FM 2016) est un jeu vidéo de gestion sportive de football édité par Sega et développé par Sports Interactive sorti le 13 novembre 2015 sur Windows, Mac OS X et Linux. Il fait partie de la série Football Manager.